# Kim Ji-young (attrice 1938)
Kim Ji-young (김지영?), nata Kim Moon-sun (김효식?; Chongjin, 25 settembre 1938 – 17 febbraio 2017) è stata un'attrice sudcoreana.

## Filmografia

### Cinema (parziale)
- Muleupgwa muleupsai (무릎과 무릎사이?), regia di Lee Chang-ho (1984)
- Golae sanyang 2 (고래 사냥 2?), regia di Bae Chang-ho (1985)
- Uigiui yeoja (위기의 여자?), regia di Chung Ji-young (1987)
- Gamja (감자?), regia di Byeon Jang-ho (1987)
- Dyohwa (됴화?), regia di Lee Kyu-hyung (1987)
- Chueokui ileumeuro (추억의 이름으로?), regia di Yu Yeong-jin (1989)
- Adada (아다다?), regia di Im Kwon-taek (1987)
- Churakhaneun geosheun nalgaega itda (추락하는 것은 날개가 있다?), regia di Chang Kil-soo (1990)
- Bioneun nalui suchaehwa (비오는 날의 수채화?), regia di Kwak Jae-young (1990)
- Susan brinkui arirang (수잔 브링크의 아리랑?), regia di Chang Kil-soo (1991)
- Kangwon-do ui him (강원도의 힘?), regia di Hong Sang-soo (1998)
- Mannal daeggaji (만날 때까지?), regia di Jo Mun-jin (1999)
- Pairan (파이란?), regia di Song Hae-sung (2001)
- Killerdeului suda (킬러들의 수다?), regia di Jang Jin (2001)
- Lightereul kyeora (라이터를 켜라?), regia di Jang Hang-jun (2002)
- A-i-enji (아이엔지?), regia di Lee Eon-hee (2003)
- Dalma-ya, seo-ul gaja (달마야, 서울 가자?), regia di Yook Sang-hyo (2004)
- Geunyeoreul midji maseyo (그녀를 믿지 마세요?), regia di Bae Hyeong-jun (2004)
- Arahan jangpung daejakjeon (아라한 장풍 대작전?), regia di Ryoo Seung-wan (2004)
- Naui gyeolhon wonjeonggi (나의 결혼원정기?), regia di Hwang Byeng-gug (2005)
- Urideului haengbokhan shigan (우리들의 행복한 시간?), regia di Song Hae-sung (2006)
- Mapado 2 (마파도2?), regia di Lee Sang-hoon (2007)
- Ahdeul (아들?), regia di Jang Jin (2007)
- Saranbang seonsuwa eomeoni (사랑방 선수와 어머니?), regia di Lim Young-sung (2007)
- Yeolhanbeonjjae eomma (열한번째 엄마?), regia di Kim Jin-sung (2007)
- Gukgadaepyo (국가대표?), regia di Kim Yong-hwa (2009)
- Haeundae (해운대?), regia di Yoon Je-kyun (2009)
- Mujeokja (무적자?), regia di Song Hae-sung (2010)
- Sesangyeseo gajang ahreumdawoon ilbyeon (세상에서 가장 아름다운 이별?), regia di Min Kyu-dong (2011)
- Dokani (도가니?), regia di Hwang Dong-hyuk (2011)
- Goryeonghwa gajok (고령화가족?), regia di Song Hae-sung (2013)
- Spy (스파이?), regia di Lee Seung-jun (2013)
- Gyeolhonjeon-ya (결혼전야?), regia di Hong Ji-young (2013)
- Seoboojeonsun (서부전선?), regia di Chun Sung-il (2015)

### Televisione
- Ne jamae iyagi (네 자매 이야기?) – serie TV (2001)
- Nun saram (눈사람?) – serie TV (2003)
- Full House (풀하우스?) – serie TV (2004)
- Jangmibit insaeng (장밋빛 인생?) – serie TV (2005)
- Yeolyeodol seumulmahop (열여덟 스물아홉?) – serie TV (2005-2006)
- Green Rose (그린로즈?) – serie TV (2005)
- Saranghanda wensuya (사랑한다 웬수야?) – serie TV (2005)
- Seoul 1945 (서울 1945?) – serie TV (2006)
- Choikang! Wooleomma (최강! 울엄마?) – serie TV (2007)
- 8 wolye naerineun nun (8월에 내리는 눈?) – serie TV (2007)
- Working Mom (워킹맘?) – serie TV (2008)
- Tajja (타짜?) – serie TV (2008)
- Star-ui yeon-in (스타의 연인?) – serie TV (2008-2009)
- Cheongcheun yeochan (청춘예찬?) – serie TV (2009)
- Byeoleul ddadajwo (별을 따다줘?) – serie TV (2010)
- Coffee House (커피하우스?) – serie TV (2010)
- Nae yeochineun gumiho (내 여자친구는 구미호?) – serie TV (2010)
- Majimak huroesimaen (마지막 후뢰시맨?), regia di Kim Jin-won – film TV (2010)
- Banjjak banjjak bitnaneun (반짝반짝 빛나는?) – serie TV (2011-2012)
- Midas (마이더스?) – serie TV (2011-2012)
- TVsoseol boghui nuna (TV소설 복희 누나?) – serie TV (2011-2012)
- Noriko, seowoole gada (노리코, 서울에 가다?), regia di Lee Gyo-wook – film TV (2011)
- Geudaeupin motsalah (그대없인 못살아?) – serie TV (2012)
- Nae ahnae neiteuriui choessarang (내 아내 네이트리의 첫사랑?), regia di Jung Gil-young – film TV (2012)
- Gashiggot (가시꽃?) – serie TV (2013)
- Geum nawara, deookddak! (금 나와라, 뚝딱!?) – serie TV (2013)
- Sangeo (상어?) – serie TV (2013)
- Jal kiwoon ddal hana (잘 키운 딸 하나?) – serie TV (2013-2014)
- Triangle (트라이앵글?) – serie TV (2014)
- Siksyareul hapsida (식샤를 합시다?) – serie TV (2015)
- Angry Mom (앵그리맘?) – serie TV (2015)
- Yeojareul woolryeo (여자를 울려?) – serie TV (2015)
- Gomabda, adeula (고맙다, 아들아?), regia di Ko Young-tak – film TV (2015)
- Ssawooja gwishina (싸우자 귀신아?) – serie TV (2016)
- Fantastic (판타스틱?) – serie TV (2016)